# Hyles griseonympha
Hyles griseonympha är en fjärilsart som beskrevs av Bandermann. 1924. Hyles griseonympha ingår i släktet Hyles och familjen svärmare. Inga underarter finns listade i Catalogue of Life.